# Jiddis nyelv
A jiddis (saját nevén: ייִדיש) a germán nyelvek nyugati ágába tartozó nyelv, eredetileg az askenázi (= német) zsidóság nagy részének anyanyelve volt, amely felnémet származéknyelvként alakult ki német nyelvterületen a középkor folyamán. Ez a felnémet jellegű nyelv tartalmaz héber-arámi és ófrancia elemeket is. Egyes régiókban szláv elemek is belekerültek a jiddisbe, természetesen, ahol szláv nyelvi környezetben élt a jiddis, ott a nyelvtani szerkezetekre is hatással volt. Hosszú időn keresztül egyfajta „elrontott” német nyelvváltozatnak, zsargonnak tartották. Terjedését a kereskedelem, ipar nagyban elősegítette, s később az üldöztetések elől menekülők által jutott el Magyarországra is.

## A jiddis nyelv beszélői
A jiddis a német zsidóság nagy részének anyanyelve volt. A német zsidók, nyelvük tanúsága szerint, elsősorban a Rajnán túli (galloromán) területekről telepedtek át a mai Németország délnyugati részébe, ahol elsősorban a nagyobb városokban éltek. A 10. század folyamán a német telepesekkel, elsősorban kereskedőkkel és iparosokkal együtt már a Németországgal keleten határos területeken, így az Elba és a Moldva mentén is megjelentek, sőt a 15. századra már Észak-Itáliában, különösen Lombardiában is elterjedtek.
A keresztes háborúkkal kapcsolatban kitört nyugat- és közép-európai zsidóüldözések elől a német zsidóság nagy tömegei kerestek védelmet a szláv országokban, így a 13. században Lengyelországban és Litvániában, de Morvaországon keresztül Magyarországon is. Ez a keletre húzódás, az európai pogromokkal párhuzamosan egészen a 17. század elejéig tartott, természetesen a különböző korokban különböző intenzitással.
Az askenázi zsidóság sorsának alakulása nyelvének fejlődésén is mély nyomokat hagyott. A liturgia nyelveként mindvégig őrzött és ápolt héber-arámi rétegre a galloromán nyelvterületen számos ófrancia elem rakódott, majd a németországi nyelvi asszimiláció során kialakult jiddis a szláv népek körében a nyelvi élet valamennyi síkján erős szláv hatás alá került. Az újkori zsidóüldözések, másrészt a gazdasági válságok hatására a jiddis nyelvű zsidóság a tengerentúlon is megtelepedett, különösen az Amerikai Egyesült Államokban. A 19. század vége óta a jiddis kultúra súlypontja egyre inkább az amerikai kontinensre tevődött át, bár hagyományos európai centrumai is megmaradtak, elsősorban a volt Szovjetunióban (Moszkva, Kijev, Lviv (Lemberg), Odessza, Minszk, Vilnius, Munkács, Csernyivci stb.), Lengyelországban (Varsó, Wrocław stb.), Romániában (Bukarest) és Csehországban (Prága, Brno).
A Szovjetunióban 1934-ben az orosz konföderáció távol-keleti részén, Délkelet-Szibéria és Mandzsúria határán létrejött a Birobidzsani Zsidó autonóm terület (mintegy 100 ezer lakossal), amelynek az orosz mellett második hivatalos nyelve a jiddis.
A 19–20. század fordulóján a lengyel és orosz területen sűrűsödő pogromok elől a jiddis nyelvű zsidók tömegesen telepedtek tengerentúli országokba, főként Amerikába, ahol a holokauszt után az Egyesült Államokban (New York, Chicago, Philadelphia, Los Angeles, Boston, Detroit, Cincinnati) ma a világ zsidóságának több mint a fele él, de igen sokan laknak Kanada, Mexikó és Dél-Amerika (főleg Argentína) városaiban; jiddis nyelvű ortodox közösségek Izraelben is vannak.
Az 1930-as évek végén 11 millió ember beszélte a jiddist, messze a legtöbben, 8 millióan Európában, ezeknek is fele Közép-Európában: 3,3 millióan a Szovjetunióban, 800 ezren Romániában, 250 ezren Magyarországon, 180 ezren Litvániában, a másik fele pedig Angliában, Franciaországban, Németországban, Belgiumban és Svájcban.
A „határokat átlépő” jiddis kultúra különösképpen virágzott Közép-Európában a két világháború között. Nem hivatalos fővárosának számított az akkor Lengyelországhoz tartozott Vilna, a mai litván főváros Vilnius, ahol 1700 jiddis nyelvű kiadvány jelent meg, és ahol Kelet-Európa legnagyobb jiddis könyvtára működött. Ugyanezen idő alatt az egykori Szovjetunióban több mint 7 és fél ezer könyvet és brosúrát jelentettek meg jiddis nyelven. A náci népirtás és a kommunista elnyomás azonban egy elszórt kisebbség kihalásra ítélt nyelvének szerepére kárhoztatta a jiddist. A világháború és a szovjet korszak pusztítására jellemző, hogy a híres vilniusi könyvtárból a nácik és a szovjetek 20 ezer ritka könyvet loptak el a 600 éves jiddis kultúráról, és további 80 ezer könyvet adtak el papírhulladékként papírgyáraknak.
A jiddis nyelvű zsidóság törzsét képező nyugati ág nyelvileg részben asszimilálódott, részben a II. világháborúban a zsidóüldözéseknek esett áldozatul, amelyek során számos jiddis anyanyelvű ember halt meg. Számuk napjainkban 2-3 millió körül mozog, de az elvilágiasodás következtében Kelet-Európában egyre jobban kiszorul a használatból.

## A jiddis nyelv emlékei
A jiddis legrégebbi irodalmi emlékei a 12. századra nyúlnak vissza: ezek héber vallásos művek héber betűs, de német (jiddis) nyelvű glosszái. Az első összefüggő, nagyobb nyelvemlékek a 14. századból származnak. A 14. századból származik a német Kudrun-eposz jiddis változata (Dukus Horant, 1382). Nyelvtörténeti szempontból igen jelentősek a jiddis jellegű középkori oklevelek is, ilyenek Magyarországon is előkerültek.
A könyvnyomtatás elterjedésével a jiddis irodalom is felvirágzott, különösen a vallásos irodalom (imakönyvek, moralizáló irodalom, biblikus történetek, fordítások és kommentárok, vallásos játékok stb.), de a világi elbeszélő irodalom is kifejlődött, nem kis mértékben a német népkönyvekkel párhuzamosan.

## A jiddis nyelv használata
Közigazgatásban a jiddist csak Birobidzsanban alkalmazzák, de a világ több részén is létezik jiddis nyelvű sajtó, könyvkiadás és színházi élet. Az ortodoxia körében a vallásos oktatás nyelvének szerepét is betölti, amennyiben a héber vallási szövegeket a jiddis közvetítésével adják át a fiatal nemzedékeknek.
A jiddis nyelvet ma az eltűnés veszélye fenyegeti, fennmaradását Izrael állam sem támogatja komoly programokkal. Oroszországban 1989-ben 600 000 zsidó élt, ebből 180 000 vallotta anyanyelvének a jiddist, az ország egyetlen (!) jiddis nyelvű lapjának („Sovetish Heymland”) csak pár ezres előfizetői tábora volt.
(A lap jogutódját 1993-tól „Di Jiddishe Gass”-nak hívják, mellette megjelenik még a „Birobizaner Stern”). Ukrajnában ma egy irodalmi folyóirat és három helyi lap jelenik meg („Mamma Loshn”, ill. „Chernowitser Bletter”, Csernovic, „Sholem” , Harkov, „Yiddishe yedies”, Kijev), míg például Moldovában csak egy lap („Unzer Vort”) néhány oldala, stb. A posztszovjet régió országait 1989 és 1994 között 800 000 zsidó hagyta el.
Párizsban nagyszámú jiddis nyelvű közösség él (nem kis részben lengyel bevándorlók), itt működik Európa egyetlen jiddis rádiója (mellette két napilap is megjelenik: „Unzer Shtimme”, „Unzer Vort”), a „Centre culturel yiddish de Paris” keretében színházi előadásokat is tartanak. A jiddis nyelvű színészképzés csak Lengyelországban megoldott (a Zsidó Színház kötelékében), illetve Ukrajnában, ahol a Karpenko-Karij Akadémia időnként zsidó osztályok képzését is indítja (1996-ban 16 hallgató volt).

## A jiddis írás
A jiddis írás a fonetikus elvre épül és a héber betűket használja. Csak elvétve rögzítettek egyéb (latin, illetve gót- vagy cirill betűs) jiddis szövegeket. A héber elemek helyesírása nem egységes: míg a Szovjetunióban 1926-ban ezekre is kiterjesztették a fonetikus elvet, a világ többi részén a héber elemek írása ezt nem követte. A II. világháború után a romániai jiddis kiadványok is átvették a szovjet mintát, míg másutt nem.

### Szövegminta
Isaac Bashevis Singer "A bolond Gimpel" (1945) című elbeszélésének első sorai:
YIVO-átírásban:
Ikh bin Gimpl tam. Ikh halt mikh nisht far keyn nar. Farkent. Nor di layt rufn mikh mit aza tsunemenish. M'hot mikh ongehoybn rufn azoy nokh in kheyder. Zibn tsunemen hob ikh gehat, vi Yisre: trop, khamoyreyzl, horflaks, lekish, glomp, shmoyger un tam. Der letster nomen hot zikh tzu mir tsugeklept.
Magyaros (fonetikus) átírásban:
Ikh bin Gimpl tam. Ikh halt mikh nist far kejn nar. Farkent. Nor di lajt rufn mikh mit aza cunemenis. M'hot mikh ongehojbn rufn azoj nokh in khejder. Zibn cunemen hob ikh gehat, vi Jiszre: trop, khamojrejzl, horflaksz, lekis, glomp, smojger un tam. Der lecter nomen hot zikh cu mir cugeklept.
Magyarul:
Én vagyok a bolond Gimpel. Nem tartom magamat bolondnak. Ellenkezőleg. De a többiek így hívnak. Még iskolás koromban neveztek el. Hét nevem volt összesen: hülye, szamár, féleszű, bárgyú, kuka, mesüge, bolond. Az utolsó rám ragadt.
Hallgasd meg itt.

## A jiddis nyelv története és nyelvjárásai
A jiddis nyelv neve a zsidó nép német nevéből képzett melléknévből (ném. Jüdisch > jid. jidish ’zsidó’) származik, és mint ilyen, először 1597-ben tűnik fel az irodalomban. A külvilág, a nagyfokú német nyelvi affinitásra való tekintettel, a jiddist szinte a legújabb időkig „zsidó-német” (ném. Judendeutsch v. Jüdisch-Deutsch, ang. Judeo-German) néven tartotta számon. Zsidó körökben, különösen német területen, a jiddist egyszerűen taytshnak, azaz németnek (vagy yidish-taytshnak, iwri-taytshnak) nevezték, vagy még gyakrabban – lenézőleg – éppenséggel zsargonnak, egyfajta „elrontott” német nyelvváltozatnak nyilvánították. (Ez utóbbi a 18. századi zsidó felvilágosodás (Haszkala) képviselőinek minősítése.) Az Osztrák–Magyar Monarchia vezetői német nyelvjárásnak tartották, visszautasítva a galíciai és bukovinai jiddis nyelvű lakosság nyelvi emancipációs törekvéseit. A jiddis ma önálló nyelv, amely számos más héber, ófrancia, szláv stb. eleme ellenére is a germán nyelvek déli csoportjához tartozik és történetileg a német nyelv legjelentősebb származéknyelvének tekinthető.
A korai jiddis nyelv – héber-arámi és ófrancia elemeitől eltekintve – lényegében nem különbözött a környezet német nyelvétől. Hordozói azonban elsősorban városi réteget alkottak, így érthető, hogy a jiddis nem egyszerű nyelvjárásként fejlődött. Német nyelvjárási alapját tekintve a jiddis felnémet jellegű, ezen belül közép- és délnémet nyelvi elemek összeötvöződéséből született meg, mégpedig lényegében a középfelnémet korszakban. Az ezt megelőző szakaszt több kutató ősjiddisnek nevezi. A 14–17. sz. fejlődési szakaszát ójiddisnek hívják; a 18. századtól kezdve pedig újjiddisről beszélnek.
Már az ősjiddis korban két nagy nyelvjárásterület jött létre, mégpedig az askenázi zsidóság (Askenázi Németország neve a középkori héber irodalomban) keleti terjeszkedése következtében. Ezért ma megkülönböztetünk nyugati jiddis (mayrev-yidish) és keleti jiddis (mizrakh-yidish) nyelvjárásokat. Említést érdemel, hogy Magyarországon mind a nyugati, mind a keleti jiddis nyelvjárások előfordultak.

## A jiddis nyelvi kapcsolatai
A jiddis nyelv beszélői ősi örökségként őrizték meg a héber-arámi nyelvi szubsztrátumot. A jiddis nyelvet is jiddis–héber-arámi szóval mameloshnnak, ’anyanyelvnek’ hívják a loshn-koydeshnek, azaz ’szent nyelvnek’ nevezett héberrel szemben. Különösen nagy a jiddisben a héber-arámi jövevényszók száma, nemcsak a liturgikus szókincsben (például shoyfer ’[szertartási] kürt’, shames ’templomszolga’), hanem az élet valamennyi területén (vö. eytse ’tanács, ötlet’, moyre ’félelem’, ponim ’arc’ stb.), sőt a névanyagban (Dovid ’Dávid’, Soré ’Sára’) is. De a grammatikából sem hiányoznak a héber-arámi elemek.
Ófrancia elemek is megőrződtek a jiddisben, például leyenen ’olvas’, bentshn ’áld’.
A szláv elemek gyakorisága az egyes jiddis nyelvjárásokban igen különböző. Vannak azonban olyan szláv szavak, amelyek valamennyi jiddis dialektusban használatosak, mint például nebekh ’ piha, semmiség’, zeyde ’nagyapa’, babé ’nagyanya’ stb. Szláv környezetben a szláv hatás is erősebb, így a nyelvtani szerkezetben is, és számtalan tükörfordításban.
A jiddis nyelv, önálló fejlődése során is állandóan szívott magába újabb (irodalmi) német elemeket, különösen a 19. sz. zsidó felvilágosodási mozgalmán keresztül, amelynek vezetői a jiddist szerették volna teljesen „visszanémetesíteni”.
A tengerentúl különösen az angol nyelv hat a jiddis fejlődésére, nemcsak alkalmilag használt (ang. street > strit ’utca’, boy ’fiú’), hanem állandósult jövevényszókban is (baseball > beysbol, avenue > evenyu). Ez a szókincsben újabb elkülönülést eredményez az európai és az amerikai jiddis közt.

## Jiddis szavak más nyelvekben
A jiddis közvetítésével ugyanakkor számos héber-arámi – és szűkebb értelemben vett német-jiddis – szó került át az európai nyelvekbe, mindenekelőtt a különböző szlengekbe, vö. jid. kosher > ang. kosher ~ ném. koscher ~ magy. kóser, jid. khaver > ném. Chawer ~ magy. haver, jid. moyre > ném. Maure/Moire ~ magy. majré, jid. melokhe > ném. Meloche ~ magy. meló stb.

## A jiddis jövevényszavak a magyar nyelvben
A magyar nyelv jiddis jövevényszavai elsősorban a familiárisabb beszélt nyelvben és a szlengben fordulnak elő, és egy részüket a német argó közvetítette a magyarba.
Biztosan jiddis jövevényszavaink közé tartoznak: écesz ’ötlet, tanács’, handlé ’házaló', kecele ’cicamica’, jampec, jatt, kóser, pacef ’arc’, sakter, samesz, sóher, sólet, stika ’csend’ (ebből ragszilárdulással: stikában).
A német nyelv különféle változatainak közvetítésével a magyarba került jiddis eredetű szavak: balhé, bóvli, hirig ’pofon; verekedés’, jiddis, kampec, mázli, meló, muri, pajesz, sáp, smonca ’semmiség; fecsegés’, srác, szajré, tarhenol ~ tarhál, tréfli ’nem megfelelő’ stb.
Thomas Dahn szlengszótára az alábbi munkájába felvett szavakat kapcsolja a jiddis nyelvhez:
áff, agler, áher, áhrem, ahrem, áhszor, ajser, ajvé, álmón, álmonoh, ámhórec, aureff, auszdéverol, auzor, ávle, ázesz; bájesz, bajesz, bajeszdin, bájzli, balbósz, baldóver, balhé, (balspísz), bárzli, bé, becam, behóved, besikerál, besmúzol, besóresz?, betli, bohur, boszhart, bóvli, bózer, böhöm, brahi?, brajgesz?, brennol?; córesz, csacsener?, csakliz?; dafke?, dálesz, dalesz, déli-, delles, delli, dölli, derek, déverol, dibbe, diró; écesz, éceszgéber, ejdim, elknasszol, elpaterol, elpénecol, epli; gaj, gajdesz?, gajszesz, gálah, ganef, gebasz?, gólesz; hajlak, (hajlakol), hajlem, hajsz, hojsz, hajz, hajzó, halef, handlé, hargenol, háring, hászvenül, havrűsze, házer, héder, hesz, hilíroz, hirig, (hirigel), hó, hóhem, [huszonnyolcas]; illem, jatt, jatty, jajem; kaffer, kaftliz, kajak, kajle, kajmán, káli, kaporész, kimli, knasz, knassz, kóbi, koffer, kóli, kóved, koveleff, kozás, [kricsmi], kszivedli, ksziverli; lájle, leff, lenovné; mahlajka, májem, majré, makir, márhec, márkec, markeccer, markecol, masefa?, mázli, mecie, medine, mejvin, meló, (melóbajesz), menüsze?, mesüge, mész, mezüme, miloch?, mispohé, mísz, míszmahol, mókem, mole, mólés, mószer, móz, mundér, muri; nebih, nebuló, nevere? ojser, oszposz; pacef, pacek, paterol, (pikbajesz), pinka?, planje, plédlizik, pólisi?, pónem, póter?; rahedli?, rebach, rebah, rucc!, rüfke?; sábeszdekli, samesz, sé, sekerc, sem, sejn, sén, sibbesz, sifli, siker, sikerál, siksze, simon?, slamasztika, slapaj?, smonca, smúz, snorrer, sohér, sóher, soherol?, sojvet, sólem, sovjet, srác, stika, stiké, stum(m)angol?, száh, szajre, szliácsol, szróre; tarhál, télakol, tóf, tofel, tré, tropa, [tüme?]; ulem; zóf, züfec?

## A jiddis ma Magyarországon
Ma Magyarországon már csak nagyon kevesen beszélnek jiddisül, leginkább a zsidó hitközség ortodox tagjai közül néhányan, ezenkívül pár nyelvész és judaista.
Híres jiddisül beszélők ma Magyarországon: Oberlander Báruch, Naftali Kraus, Nádasdy Ádám, Komoróczy Szonja Ráhel, Bob Cohen.